# دومنیکو کازاتی
دومنیکو کازاتی (انگلیسی: Domenico Casati؛ زادهٔ ۲۱ ژوئن ۱۹۴۳) بازیکن فوتبال اهل ایتالیا است.
از باشگاه‌هایی که در آن بازی کرده‌است می‌توان به باشگاه فوتبال پروجا، باشگاه فوتبال یوونتوس، باشگاه فوتبال برشا، باشگاه فوتبال آتالانتا، و باشگاه فوتبال پیزا اشاره کرد.